# Aviva London Grand Prix 2012
London Grand Prix 2012 byl lehkoatletický mítink, který se konal 13. července a 14. července 2012 ve Spojeném království městě Londýně. Byl součástí série mítinků Diamantová liga.

## Výsledky
- Archiv výsledků zde [1]

### Muži
| Disciplína     | 1. místo                  | 2. místo                   | 3. místo                      |
| 100 m          | Tyson Gay 10,03           | Ryan Bailey 10,09          | Nesta Carter 10,33            |
| 200 m          | Christophe Lemaitre 19,91 | Churandy Martina 19,95     | Marvin Anderson 20,55         |
| 400 m          | Kirani James 44,85        | Chris Brown 44,95          | Tony Mcquay 45,00             |
| 800 m          | Adam Kszczot 1:44,49      | Job Kinyor 1:44,60         | Andrew Osagie 1:45,21         |
| 5 000 m        | Mohamed Farah 13:06,04    | Collis Birmingham 13:09,57 | Moses Ndiema Kipsiro 13:09,98 |
| 110 m překážek | Aries Merritt 12,93       | Jason Richardson 13,06     | Ryan Wilson 13,18             |
| 400 m překážek | Javier Culson 47,78       | David Greene 48,10         | Angelo Taylor 48,43           |
| Skok do výšky  | Derek Drouin 226 cm       | Tom Parsons 222 cm         | Robert Grabarz 222 cm         |
| Skok daleký    | Mitchell Watt 828 cm      | Chris Tomlinson 826 cm     | Godfrey Khotso Mokoena 824 cm |
| Skok o tyči    | Björn Otto 5,74 m         | Romain Mesnil 5,66 m       | Raphael Holzdeppe 5,66 m      |
| Trojskok       | Christian Taylor 17,41 m  | Leevan Sands 16,97 m       | Tosin Oke 16,93 m             |
| Vrh koulí      | Reese Hoffa 21,34 m       | Tomasz Majewski 21,28 m    | Dylan Armstrong 20,46 m       |
| Hod diskem     | Gerd Kanter 64,85 m       | Virgilijus Alekna 63,71 m  | Lawrence Okoye 63,33 m        |

### Ženy
| Disciplína       | 1. místo                         | 2. místo                    | 3. místo                   |
| 100 m            | Blessing Okagbareová 11,01       | Carmelita Jeterová 11,03    | Tianna Bartolettaová 11,13 |
| 200 m            | Charonda Williamsová 22,75       | Anneisha McLaughlin 22,81   | Bianca Knightová 23,00     |
| 400 m            | Christine Ohuruoguová 50,42      | Amantle Montshoová 50,56    | Rosemarie Whyteová 51,19   |
| 800 m            | Molly Beckwith 2:00,68           | Janeth Jepkosgei 2:00,68    | Winny Chebetová 2:00,76    |
| 1500 m           | Meriem Jusuf Džamalová 4:06,78   | Jennifer Simpsonová 4:07,76 | Anna Willardová 4:08,06    |
| 5 000 m          | Vivian Cheruiyotová 14:48,86     | Mercy Cheronoová 14:49,26   | Linet Masaiová 14:53,93    |
| 100 m překážek   | Kellie Wellsová 12,57            | Sally Pearsonová 12,59      | Virginia Crawfordová 12,74 |
| 400 m překážek   | Perri Shakesová-Draytonová 53,77 | Irina Davydová 54,63        | Kaliese Spencerová 55,08   |
| 3 000 m překážek | Ancuța Bobocelová 9:27,24        | Poļina Jeļizarová 9:28,27   | Barbara Parkerová 9:29,22  |
| Skok do výšky    | Chaunté Howardová 200 cm         | Tia Hellebautová 197 cm     | Ruth Beitiaová 194 cm      |
| Trojskok         | Caterine Ibargüenová 14,66 m     | Olga Saladuchová 14,48 m    | Yamilé Aldamaová 14,37 m   |
| Hod oštěpem      | Goldie Sayersová 66,17 m         | Barbora Špotáková 64,19 m   | Vira Rebryková 63,80 m     |